# 6-Stunden-Rennen von Talladega 1979

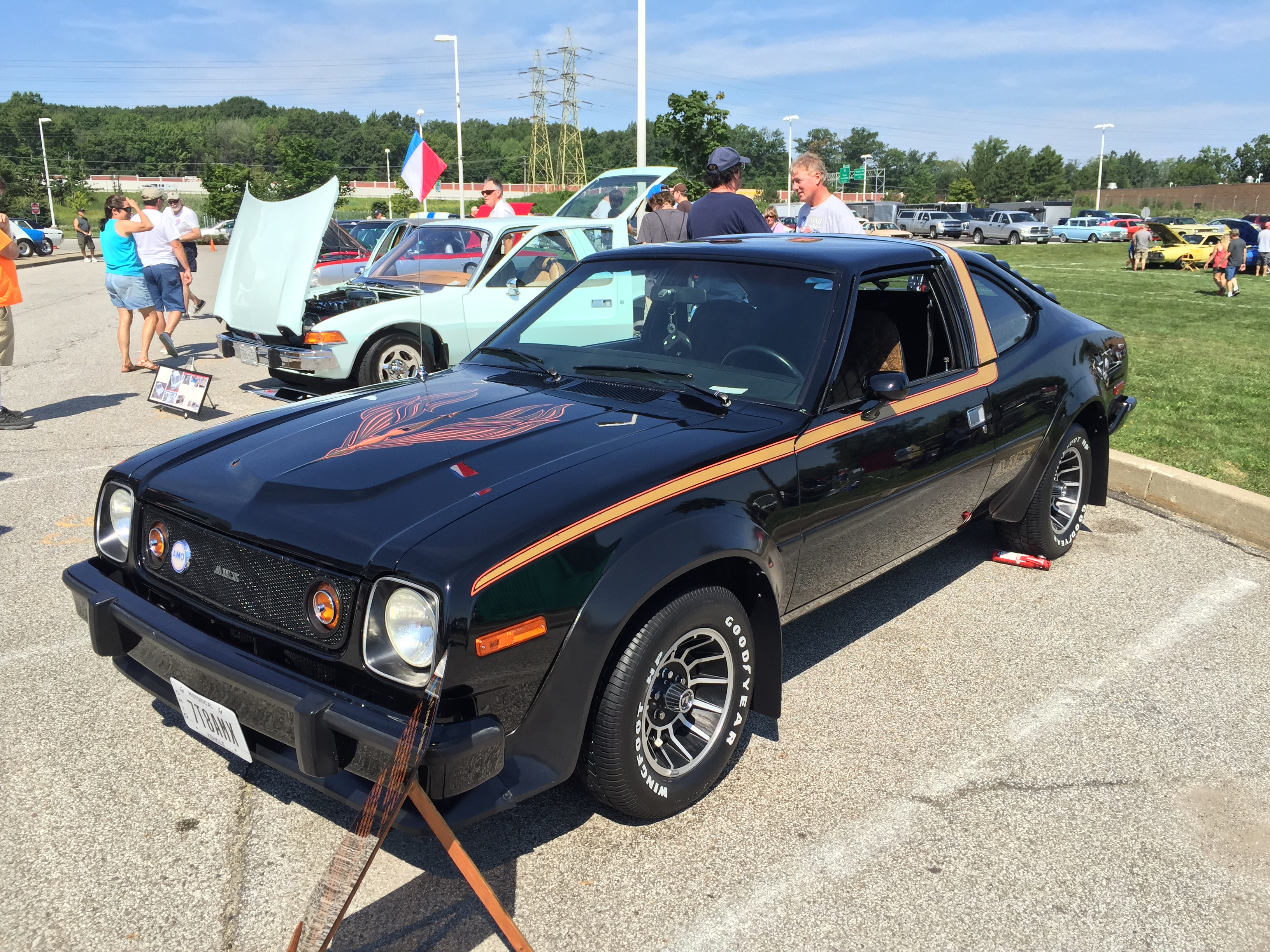
AMC Concord

Das 6-Stunden-Rennen von Talladega 1979, auch 6 Hours of Talladega, Alabama International Speedway, fand am 1. April auf dem Talladega Superspeedway statt und war der vierte Wertungslauf der Sportwagen-Weltmeisterschaft dieses Jahres.

## Das Rennen
1979 wurde zum zweiten Mal in Folge die World-Challenge der Langstreckenfahrer ausgetragen, zu der das Langstreckenrennen in Talladega wie 1978 zählte. Im Unterschied zum Vorjahr wurde das Rennen nicht für die Fahrzeuge der Gruppe 5 ausgeschrieben, sondern mit Tourenwagen bestritten. Auf den ersten vier Plätzen des Gesamtklassements platzierten sich vier unterschiedliche AMC-Rennwagenmodelle. Die Sieger Tom Waugh und Rick Knoop fuhren einen AMC Concord und gewannen mit Rundenvorsprung vor Ralston Long und Charlie Cook in einem AMC Gremlin. An der dritten Stelle der Gesamtwertung kamen Joe Varde und Dave Cowart auf einem AMC Spirit ins Ziel, eine Runde vor einem AMC-Pacer-Team.

## Ergebnisse

### Schlussklassement
| 1               | RS | 61 | Brant Doell                | Tom Waugh Rick Knoop                       | AMC Concord        | 147 |
| 2               | RS | 19 | Soundwind Enterprises      | Ralston Long Charlie Cook                  | AMC Gremlin        | 146 |
| 3               | RS | 01 | Joe Varde                  | Joe Varde Dave Cowart                      | AMC Spirit         | 145 |
| 4               | RS | 99 | Kal Showket                | Kal Showket Phil Currin                    | AMC Pacer          | 144 |
| 5               | RS | 38 | Roger Mandeville           | Roger Mandeville Diego Febles              | Mazda RX-3         | 144 |
| 6               | RS | 11 | Dick Starita               | Dick Starita Scott Hoerr                   | Datsun B210        | 144 |
| 7               | RS | 20 | Eddie Mecum                | Eddie Mecum Javier Garcia                  | Buick Skyhawk      | 144 |
| 8               | RS | 72 | Tampa Bay Racing           | Craig Ross Cary Palmer                     | Datsun 200SX       | 142 |
| 9               | RS | 96 | Gene Felton                | Gene Felton Buddy Cox                      | Buick Skyhawk      | 142 |
| 10              | RS | 44 | Joe Amato                  | Carson Baird Joe Amato                     | AMC Gremlin        | 142 |
| 11              | RS | 10 | Amos Johnson               | Andy Petery Steve Whitman                  | AMC Spirit         | 142 |
| 12              | RS | 15 | Rob Jackson                | Rob Jackson Robert Weaver                  | AMC Gremlin        | 139 |
| 13              | RS | 64 | Distant Thunder            | Carlos Garza Bob Akin Charles Mendez       | BMW 320i           | 139 |
| 14              | RS | 4  | E. J. Pruitt               | Gary Ouellette Bob Picariello              | Mazda RX-2         | 134 |
| 15              | RS | 7  | Amos Johnson               | Amos Johnson Dick Barbour                  | AMC Spirit         | 134 |
| 16              | RS | 85 | George Kiricenkov          | George Kiricenkov Bill Bean                | Ford Pinto         | 133 |
| 17              | RS | 88 | MAS Racing                 | Bob Griffin Alan Marsh                     | Datsun 510         | 130 |
| 18              | RS | 6  | Amos Johnson               | Dennis Shaw Roy Woods                      | AMC Spirit         | 129 |
| 19              | RS | 26 | Shadowfax Racing           | Paul Ingle William Harris                  | BMW 320i           | 127 |
| 20              | RS | 21 | Andy Vann                  | Andy Vann Jim Roberts                      | AMC Gremlin        | 124 |
| 21              | RS | 82 | North Star Racing          | Bill Johnson Corky Bell                    | Datsun 710         | 124 |
| 22              | RS | 83 | Milt Griswold              | Chuck Grantham Milt Griswold               | Ford Pinto         | 123 |
| 23              | RS | 30 | Dave Yerger                | Del Russo Taylor Rick Bailey Dave Yerger   | Alfa Romeo Alfetta | 121 |
| 24              | RS | 71 | Holbrook Sparks            | Michael Sparks Carl Holbrook               | Ford Pinto         | 117 |
| 25              | RS | 48 | Tom Lyttle                 | Tom Lyttle Ron Jones Mike McKee            | Datsun 510         | 113 |
| 26              | RS | 91 | Steve Jones                | Steve Jones Pete Levine                    | Ford Pinto         | 112 |
| Ausgefallen     |    |    |                            |                                            |                    |     |
| 27              | RS | 08 | S. C. Racing               | Keith Swope Bonky Fernandez                | AMC Spirit         | 119 |
| 28              | RS | 54 | Wever Palmer               | Byron Wever Dale Kreider                   | Mazda RX-3         | 118 |
| 29              | RS | 62 | Speight Sugg               | Speight Sugg Bob Feld                      | BMW 2002           | 111 |
| 30              | RS | 87 | Whitehurst Racing          | Lewis Fuller Jim Bullock                   | Ford Pinto         | 106 |
| 31              | RS | 67 | Larry Denayer              | Larry Denayer Tom Davis                    | AMC Gremlin        | 83  |
| 32              | RS | 17 | Balboa Datsun              | Pat Daily Tim Kuykendall                   | Datsun 200SX       | 78  |
| 33              | RS | 68 | Clark Howey                | Clark Howey Dale Koch                      | Ford Pinto         | 63  |
| 34              | RS | 57 | Tracy Wolf                 | Tracy Wolf Dan Darnell                     | Ford Capri         | 63  |
| 35              | RS | 63 | Jim Downing                | Jim Downing John Paul senior               | Mazda RX-2         | 59  |
| 36              | RS | 98 | Richard Kitchell           | Richard Kitchell Bobby Diehl               | AMC Gremlin        | 58  |
| 37              | RS | 52 | Atlanta Racing Interprises | James Reeve Pete Harrison                  | Buick Skyhawk      | 56  |
| 38              | RS | 04 | Rozistante Enterprises     | Jim Story John Story Donnie Ard            | Ford Capri         | 55  |
| 39              | RS | 16 | Danny Smith                | Danny Smith David Brown                    | AMC Gremlin        | 49  |
| 40              | RS | 50 | Eddie Mecum                | Eddie Mecum Ron Oyler                      | Buick Skyhawk      | 33  |
| 41              | RS | 59 | Autodyne                   | Lyn St. James Emory Donaldson Milton Moise | AMC Gremlin        | 28  |
| 42              | RS | 78 | Performance Innovations    | Hurley Haywood Rob McFarlin                | Datsun 200SX       | 27  |
| 43              | RS | 3  | Jeff Dearduff              | Jeff Dearduff Robert Dearduff              | Mazda RX-3         | 18  |
| 44              | RS | 43 | Nes Gurley                 | Nes Gurley James Jeralds                   | Ford Capri         | 13  |
| 45              | RS | 90 | James Bobo                 | James Bobo Terry Parker                    | Mazda RX-3         | 11  |
| 46              | RS | 51 | Brant Doell                | Buzz Cason Chris Cord                      | AMC Spirit         | 2   |
| 47              | RS | 1  | Walt Bohren                | Walt Bohren Buddy Cox                      | Mazda RX-2         | 2   |
| 48              | RS | 75 | Ron Oyler                  | Don Jones Ron Oyler Wayne Stradley         | AMC Pacer          | 1   |
| 49              | RS | 33 | Dave Richardson            | Dave Richardson Griff Goad                 | Ford Pinto         | 1   |
| Nicht gestartet |    |    |                            |                                            |                    |     |
| 50              | RS | 03 | Jerry Reid                 | Jerry Reid                                 | Ford Pinto         | 1   |
| 51              | RS | 9  | Randy Blue                 | Randy Blue John Watterson                  | AMC Gremlin        | 2   |
| 52              | RS | 69 | Preston Henn               | Tom Kuenz Preston Henn                     | Ford Fiesta        | 3   |
| 53              | RS | 70 | Joe Varde                  | Bobby Diehl Doug Kenny                     | AMC Gremlin        | 4   |

1 nicht gestartet
2 nicht gestartet
3 nicht gestartet
4 nicht gestartet

### Nur in der Meldeliste
Hier finden sich Teams, Fahrer und Fahrzeuge, die ursprünglich für das Rennen gemeldet waren, aber aus den unterschiedlichsten Gründen daran nicht teilnahmen.
| Pos. | Klasse | Nr. | Team                 | Fahrer                     | Chassis       |
| ---- | ------ | --- | -------------------- | -------------------------- | ------------- |
| 54   | RS     |     | Non-Celebrity Racing | Del Carlson Bob Spooner    | Buick Skyhawk |
| 55   | RS     | 14  | Tenn Tec Racing      | Cliff Rickmers Lou Timolat | BMW 2002      |
| 56   | RS     | 14  | Wheels Import        | Ray Pericles Matt Pericles | Mazda RX-2    |
| 57   | RS     | 46  | G. H. Sharp          | G. H. Sharp Irv Hoerr      | AMC Spirit    |

### Klassensieger
| Klasse | Fahrer    | Fahrer     | Fahrzeug    | Platzierung im Gesamtklassement |
| ------ | --------- | ---------- | ----------- | ------------------------------- |
| RS     | Tom Waugh | Rick Knoop | AMC Concord | Gesamtsieg                      |

### Renndaten
- Gemeldet: 57
- Gestartet: 49
- Gewertet: 26
- Rennklassen: 1
- Zuschauer: unbekannt
- Wetter am Renntag: warm und trocken
- Streckenlänge: 6,437 km
- Fahrzeit des Siegerteams: 6:00:39,006 Stunden
- Gesamtrunden des Siegerteams: 147
- Gesamtdistanz des Siegerteams: 946,294 km
- Siegerschnitt: 157,431 km/h
- Pole Position: Charlie Cook – AMC Gremlin (#19) – 2:26,209 = 158,503 km/h
- Schnellste Rennrunde: unbekannt
- Rennserie: 4. Lauf zur Sportwagen-Weltmeisterschaft 1979